# Арнольд, Иоганн Вильгельм
Иоганн Вильгельм Арнольд (нем. Johann Wilhelm Arnold; 10 марта 1801[…], Эденкобен, Южный Вайнштрассе — 9 июня 1873[…], Цюрих) — немецкий учёный, анатом, физиолог, врач-гомеопат, педагог, профессор, доктор наук.

## Биография
Старший брат физиолога  Фридриха Арнольда, вместе с которым изучал медицину в Гейдельбергском университете.
С 1827 по 1885 год был доцентом в Гейдельбергском университете, в 1835—1840 годах — экстраординарным профессором анатомии и физиологии в Цюрихском университете.
Принимал непосредственное участие в создании Баденского Гомеопатического общества.
Соредактор гомеопатического журнала «Hygea» с 1834 года вместе с Л. Грисселихом и Шроном.

## Избранные труды
- «Anleitung zum Studium der Medicin» (Гейдельберге, 1832);
- «Lehrbuch der pathologischen Physiologie des Menschen» (Цюрих, 1837, 39);
- «Das Erbrechen, die Wirkung und Anwendung der Brechmittel» (Штуттгарт, 1840);
- «Die Lehre von der Reflexfunction» (Гейдельб., 1842);
- «Ueber die Verrichtung der Wurzeln der Ruckenmarksnerven. Physiologische und pathologische Untersuchungen zur Würdigung der Bell’schen Lehre» (ib., 1844);
- «Das rationelle specifische oder idiopathische Heilverfahren als naturgesetzliche Heilkunst dargestellt» (ib., 1851).